# Order Orła Czarnego (Albania)
 Order Orła Czarnego (alb. Urdhëri i shqiponjë e zezë) – odznaczenie państwowe Księstwa Albanii ustanowione w 1914 przez księcia Wilhelma.

## Historia
Order Orła Czarnego został ustanowiony 26 marca 1914 przez księcia Albanii Wilhelma. Po detronizacji księcia Wilhelma i obaleniu monarchii order nie był nadawany w Albanii. Nigdy nie został odnowiony. Dzielił się na osiem klas (cztery cywilne i cztery wojskowe - te ostatnie z mieczami):
- Krzyż Wielki
- Krzyż Komandorski z Gwiazdą
- Krzyż Komandorski
- Krzyż Kawalerski.

## Zasady nadawania
Order Czarnego Orła był przyznawany za wybitne zasługi cywilne i wojskowe.

## Opis odznaki
Odznaką orderu była ośmioramienna gwiazda ze złota i białej emalii (Krzyż Wielki) lub srebra i czerwonej emalii (Krzyż Komandorski z Gwiazdą, Krzyż Komandorski), albo brązu bez emalii (Krzyż Kawalerski). Pośrodku znajdował się medalion z czerwonej emalii z czarnym dwugłowym orłem ze złotymi dziobami, szponami i złotą gwiazdą pomiędzy głowami. Dookoła napis w języku albańskim: BESE E BASHKIM (wierność i jedność). Ponad odznaką znajdowała się korona zwieńczona gwiazdą. Na awersie widniał wysoce stylizowany monogram księcia Wilhelma (W) wraz z datą ustanowienia odznaczenia (ME 26 TE MARSIT 1914).
Gwiazda orderu przysługiwała odznaczonym Krzyżem Wielkim oraz Krzyżem Komandorskim. Była nią odznaka orderu, bez korony, z białej (Krzyż Wielki) lub czerwonej emalii (Krzyż Komandorski). Wstążka orderu miała kolor czarny z dwoma czerwonymi bordiurami.